# Enric Tarrado Vives
Enric Tarrado Vives (Andorra, 5 d'agost de 1962) és un empresari, polític i diplomàtic andorrà. Ha estat conseller general en dues legislatures i ambaixador d'Andorra en diferents països així com a les Nacions Unides (ONU).
Tarrado va iniciar la seua carrera política com a candidat per l'Agrupament Nacional Democràtic (AND) a les eleccions generals de 1997, aconseguint l'acta de conseller general. Per les raons polítiques del moment, l'AND es dissolgué poc temps després de les eleccions i Tarrado amb la resta dels consellers generals del seu grup van fundar el Partit Demòcrata (PD), el qual poc temps es refundà amb el nom de Centre Demòcrata Andorrà (CDA). A les eleccions generals de 2001, Tarrado va figurar com a suplent a les llistes electorals del Partit Demòcrata. A les eleccions generals de 2005 va ser declarat cap de llista i candidat a Cap de Govern per la coalició del Centre Demòcrata Andorrà-Segle 21 (CDA-S21), aconseguint l'acta de conseller general fins al 2009 però només dos escons que li serviren per a apuntalar el govern d'Albert Pintat Santolària del Partit Liberal d'Andorra (PLA), que havia perdut la majoria absoluta. L'any 2012 el govern el va nomenar ambaixador del principat d'Andorra a San Marino, Mònaco, Suïssa i Liechtenstein, així com a representant permanent d'Andorra a l'Assemblea General de les Nacions Unides a Ginebra. El 2019 va deixar tots els seus càrrecs diplomàtics per tal de presentarse a les eleccions generals del mateix any dins de les llistes de Demòcrates per Andorra a la circumscripció d'Andorra la Vella. No obstant això, la seua candidatura va ser derrotada per la coalició del PS-Liberals per només 12 vots de diferència i un 0'26 percent. Poc després, a l'octubre del mateix any, Tarrado va ser nomenat ambaixador d'Andorra a Eslovàquia i Hongria pel Cap de Govern Espot.
Política i ideològicament, Tarrado s'ha mostrat a favor de postures com el termini màxim de 20 anys (l'actual, criticat per l'esquerra) per tal que els estrangers aconseguisquen la nacionalitat andorrana, contrari a la reforma del sistema electoral, a la doble nacionalitat, a la regulació dels lloguers i partidari d'un referèndum sobre l'acord d'associació amb la Unió Europea i de la regulació de l'avortament a Andorra.